# Andreas von Ungarn
Andreas von Ungarn (* 30. November 1327; † 18. September 1345 in Aversa) war ein ungarischer Prinz aus dem Haus Anjou. 

## Leben
Andreas war der zweite Sohn von König Karl I. Robert von Ungarn und seiner Gemahlin Elisabeth geb. Prinzessin von Polen, Schwester des letzten Piasten, König Kasimir des Großen. 
Am 28. September 1333 wurde er mit seiner Cousine zweiten Grades, Johanna von Anjou, verlobt. Die Hochzeit fand im Frühjahr 1342 statt. Nachdem seine Frau 1343 Königin von Neapel geworden war, wurde auch ihm am 19. Januar 1344 unter Einfluss seines Bruders Ludwig vom Papst Clemens VI., dem Lehnsherren, die Königswürde zuerkannt. Vor seiner Krönung wurde er mit Wissen seiner Ehefrau ermordet.

## Nachkommen
Mit Johanna hatte er postum einen Sohn:
- Karl Martell (* 25. Dezember 1345, † nach dem 10. Mai 1348).